# Платёжная система
Платёжная систе́ма — совокупность правил, процедур и технической инфраструктуры, обеспечивающих перевод стоимости от одного субъекта экономики другому. Платёжные системы являются одной из ключевых частей современных монетарных систем.
Платёжные системы являются заменителем расчётов наличными деньгами при осуществлении внутренних и международных платежей и являются одним из базовых сервисов, предоставляемых банками и другими профильными финансовыми институтами.
Обычно подразумевается, что через платёжные системы осуществляется перевод денег. С юридической точки зрения в большинстве случаев происходит перевод долга: средства, которые платёжная система должна одному из клиентов, она становится должна другому клиенту. Когда первый клиент передаёт платёжной системе свои деньги, то фиксируется сумма такой передачи, то есть сумма долга перед первым клиентом. Своим распоряжением клиент может указать, что платёжная система теперь должна не ему, а второму клиенту. При обращении второго клиента к платёжной системе у него есть возможность получить денежный эквивалент такого долга. В ряде случаев платёжными средствами выступают не деньги или долги, номинированные в деньгах, а условные платёжные единицы или специализированные ценные бумаги (примером могут служить WMR, биткойн).
Расширенными формами платёжных систем (включая физическую или электронную инфраструктуру и связанные с ними процедуры и протоколы) являются проведение финансовых транзакций с помощью банкоматов, платёжных киосков, POS-терминалов, карт с хранимой денежной стоимостью; электронных кошельков; проведение транзакций на валютных рынках, рынках фьючерсов, деривативов и опционов. Некоторые платёжные системы включают в себя кредитные механизмы, однако их следует рассматривать вне аспекта платёжных систем.
Электронные платёжные системы являются подвидом платёжных систем, которые обеспечивают осуществление транзакций электронных платежей через сети (например, Интернет) или платёжные чипы.

## Система расчётов в режиме реального времени
Развитие современных технологий привело к созданию национальных платёжных систем с участием центральных банков, что стало серьёзным фактором антикризисной работы на финансовом рынке.
Если в 1985 году только 3 центральных банка внедрили Систему валовых расчётов в режиме реального времени (Real-Time Gross Settlement — RTGS), то в начале 21 века их число превысило 90. По прогнозу только 1 процент центральных банков не введёт RTGS к 2020 году. Введение этой системы стало одним из критериев инновационных характеристик центрального банка, поскольку с их помощью достигаются такие публичные цели, как финансовая стабильность и антикризисная готовность. При таких инновационных оценках имеет значение и такой существенный элемент, как размер инвестиций в информационные и технологические возможности системы (Information and Communication Technologies — ICT), который должен иметь экономическое обоснование.
Мы ожидаем, что страны, где ICT дешевле и соответствуют более низкой стоимости инвестиций, внедрение RTGS происходит быстрее… Более эффективно управляемые центральные банки, вероятнее всего, способны внедрить новые технологии и получить больше преимуществ, когда система уже установлена.эксперты Федерального Резервного Банка Нью-Йорка в своём отчёте «Technology Diffusion within Central Banking: The Case of Real-Time Gross Settlement»
При этом соотношение количества сотрудников центрального банка к количеству общего населения страны является, по их мнению, одним из критериев скорости внедрения RTGS. При этом, вероятно, они увязывают величину аппарата с бюрократизацией работы центрального банка и его собственной недостаточной обеспеченностью внутренними технологическими системами, позволяющими сократить число сотрудников. Европейский Центральный Банк сделал наличие RTGS обязательным условием, поэтому не только страны Европейского Союза, но и остальные европейские страны, тяготеющие к нему, внедрили эту систему.
Центральные банки внедряют RTGS в целях улучшения эффективности национальных финансовых рынков, в первую очередь, через уменьшение риска неплатежей. Исследователи выделяют четыре основных причины для внедрения центральными банками системы RTGS:
- это необходимо для конкурентоспособности национальных рынков в условиях глобальной конкуренции по привлечению инвестиций;
- внедрение RTGS позволяет совмещать платежи с платёжными системами других стран, в случае такой необходимости;
- это помогает в установлении однотипных RTGS в странах с давними историческими торговыми связями (как, например, страны СНГ) и позволяет помогать им в установлении и обновлении собственных платёжных систем;
- можно не затрачивать собственные усилия и воспользоваться услугами имеющихся на международном рынке компаний, специализирующихся на установке национальных RTGS.

Организация платёжной системы не должна отставать от современного ей уровня технологического развития и должна обновляться, чтобы сохранить свою эффективность в снижении или элиминировании финансовых расчётных рисков национальной экономики. Претензии на международный финансовый центр, не поддержанные передовой и конкурентоспособной по сравнению с другими странами платёжной системой, не имеют под собой никаких реалистических оснований. Технологическая эффективность платёжной системы определяет эффективность, с которой деньги используются в национальной экономике, и снижает риски при расчётах.
Как показатель эффективности действия и антикризисной готовности платёжной системы, количество ежедневных платежей, осуществляемых в рамках RTGS, должно быть не менее 20 % от общего числа платежей и не менее 95 % от числа крупных платежей. Национальная платёжная система должна быть единой и не разграничиваться на национальном и региональном уровнях.
Эффективная безопасная и практичная (экономичная) платёжная система уменьшает стоимость товаров и услуг. Более того, она является существенным средством для эффективного осуществления государственной монетарной политики, а также общего денежного оборота и рынка ценных бумаг. Она также является каналом для расчётов всех типов транзакций, включая международные денежные потоки. И наоборот, неэффективная небезопасная и неэкономичная платёжная система может отрицательно влиять на финансовую систему и стать причиной системных кризисов… Кроме того, эффективная платёжная система в обязательном порядке поддерживает экономическое развитие и рост… Одним из показателей надлежащей стратегии реформы служит тот факт, что платёжная система покрывает всю страну и удовлетворяет нужды всех секторов рынка.

## Реализации

### Платежные и клиринговые системы
- SWIFT (Международная)
- BACS (Великобритания)
- СПФС (Россия)
- СБП (Россия)
- BIC (Международный стандарт)
- IBAN (Международный стандарт)
- ТАРГЕТ (Европейский союз)
- ACH Network (США)
- Fedwire (США)
- CHIPS (США)
- APACS
- CHAPS (Великобритания)
- EPN (США)
- FedACH (США)
- TIPANET (Европейский союз)
- PlusGirot (Швеция)
- PE-ACH (Европейский союз)
- LankaPay (ранее SLIPS) (Шри-Ланка)
- HiPay (Франция)
- FPS (Гонконг)
- Bankgirocentralen (Норвегия)
- Bankgirot (Швеция)
- BankservAfrica (Южная Африка)
- Visa (США)
- MasterCard (США)
- JCB (Япония)
- RuPay (Индия)
- UnionPay (Китай)
- Мир (Россия)
- Белкарт (Беларусь)
- Troy (Турция)
- Shetab (Иран)
- Uzcard (Узбекистан)
- Клевер (Приднестровье)
- Простор (Украина)
- VK Pay (Россия)

### Альтернативные системы
- CIPS (Китай)
- PayPal
- Venmo